# Pro12 2012-2013
Il Pro12 2012-13 fu la 3ª edizione della competizione transnazionale di rugby a 15 per club delle federazioni gallese, irlandese, italiana e scozzese, la 2ª con tale nome nonché la 12ª assoluta includendo le edizioni senza i club della federazione italiana.
Si tenne dal 31 agosto 2012 al 25 maggio 2013 tra 12 squadre che si incontrarono nella stagione regolare con la formula a girone unico per selezionare le quattro che affrontarono i play-off.
Il torneo fu noto anche con il nome commerciale di RaboDirect Pro12 per via della sponsorizzazione garantita dall'istituto di credito olandese Rabobank con un accordo triennale dal 2011 al 2014.
La Federazione Italiana Rugby, che aveva ritirato al termine della stagione precedente la licenza celtica alla franchigia degli Aironi a causa del suo passivo finanziario, schierò una squadra sotto la propria diretta gestione il cui staff tecnico era composto principalmente di elementi del settore federale; tale nuova franchigia, chiamata Zebre e di casa a Parma, assorbì molti dei giocatori lasciati liberi dagli Aironi.
Per la terza volta il titolo andò alla franchigia irlandese del Leinster che, nella finale in casa propria a Dublino, batté la connazionale Ulster per 24-18.
Il valore delle marcature, come stabilito dall’IRFB nel 1992, era: 5 punti per ciascuna meta (7 se trasformata), 3 punti per la realizzazione di ciascun calcio piazzato, idem per il drop.

## Squadre partecipanti
| Galles        | Irlanda  | Italia   | Scozia           |
| ------------- | -------- | -------- | ---------------- |
| Cardiff Rugby | Connacht | Benetton | Edimburgo        |
| Scarlets      | Leinster | Zebre    | Glasgow Warriors |
| Newport G.D.  | Munster  |          |                  |
| Ospreys       | Ulster   |          |                  |

## Stagione regolare

### Risultati
|            | 1ª giornata          |       |
| ---------- | -------------------- | ----- |
| 31-8-2012  | Dragons - Zebre      | 37-6  |
| 31-8-2012  | Benetton - Ospreys   | 12-6  |
| 31-8-2012  | Ulster - Warriors    | 18-10 |
| 1-9-2012   | Connacht - Blues     | 9-13  |
| 1-9-2012   | Scarlets - Leinster  | 45-20 |
| 1-9-2012   | Edimburgo - Munster  | 18-23 |
|            |                      |       |
|            | 4ª giornata          |       |
| 21-9-2012  | Scarlets - Ospreys   | 16-23 |
| 18-11-2012 | Zebre - Ulster       | 25-27 |
| 21-9-2012  | Warriors - Connacht  | 27-17 |
| 22-9-2012  | Leinster - Edimburgo | 22-16 |
| 22-9-2012  | Blues - Benetton     | 34-18 |
| 22-9-2012  | Munster - Dragons    | 33-13 |
|            |                      |       |
|            | 7ª giornata          |       |
| 26-10-2012 | Edimburgo - Scarlets | 28-29 |
| 26-10-2012 | Munster - Zebre      | 29-3  |
| 26-10-2012 | Dragons - Ulster     | 19-46 |
| 27-10-2012 | Benetton - Warriors  | 13-24 |
| 27-10-2012 | Leinster - Blues     | 59-22 |
| 27-10-2012 | Ospreys - Connacht   | 26-9  |
|            |                      |       |
|            | 10ª giornata         |       |
| 30-11-2012 | Ospreys - Blues      | 33-12 |
| 1-12/2012  | Benetton - Dragons   | 32-13 |
| 1-12/2012  | Connacht - Edimburgo | 23-24 |
| 1-12/2012  | Leinster - Zebre     | 37-7  |
| 1-12/2012  | Munster - Warriors   | 31-3  |
| 2-12/2012  | Scarlets - Ulster    | 12-19 |
|            |                      |       |
|            | 13ª giornata         |       |
| 4-1-2013   | Ospreys - Zebre      | 16-15 |
| 4-1-2013   | Edimburgo - Leinster | 16-31 |
| 4-1-2013   | Warriors - Benetton  | 41-7  |
| 4-1-2013   | Ulster - Scarlets    | 47-15 |
| 5-1-2013   | Connacht - Dragons   | 30-11 |
| 5-1-2013   | Munster - Blues      | 6-17  |
|            |                      |       |
|            | 16ª giornata         |       |
| 22-2-2013  | Ospreys - Edimburgo  | 24-7  |
| 22-2-2013  | Blues - Connacht     | 22-26 |
| 22-2-2013  | Warriors - Ulster    | 20-14 |
| 23-2-2013  | Leinster - Scarlets  | 32-5  |
| 24-2-2013  | Benetton - Munster   | 34-10 |
| 24-2-2013  | Zebre - Dragons      | 13-14 |
|            |                      |       |
|            | 19ª giornata         |       |
| 29-3-2013  | Zebre - Edimburgo    | 7-9   |
| 29-3-2013  | Warriors - Munster   | 51-24 |
| 30-3-2013  | Blues - Ospreys      | 16-23 |
| 30-3-2013  | Leinster - Ulster    | 18-22 |
| 30-3-2013  | Dragons - Scarlets   | 20-28 |
| 26-4-2013  | Benetton - Connacht  | 23-23 |
|            |                      |       |
|            | 22ª giornata         |       |
| 3-5-2013   | Connacht - Warriors  | 3-20  |
| 3-5-2013   | Edimburgo - Dragons  | 31-24 |
| 3-5-2013   | Leinster - Ospreys   | 37-19 |
| 3-5-2013   | Scarlets - Benetton  | 17-41 |
| 3-5-2013   | Ulster - Blues       | 37-13 |
| 3-5-2013   | Zebre - Munster      | 25-27 |

|            | 2ª giornata          |       |
| ---------- | -------------------- | ----- |
| 7-9-2012   | Zebre - Connacht     | 17-30 |
| 7-9-2012   | Blues - Edimburgo    | 19-21 |
| 7-9-2012   | Warriors - Scarlets  | 13-18 |
| 7-9-2012   | Munster - Benetton   | 19-6  |
| 8-9-2012   | Leinster - Dragons   | 45-25 |
| 8-9-2012   | Ospreys - Ulster     | 13-16 |
|            |                      |       |
|            | 5ª giornata          |       |
| 28-9-2012  | Dragons - Edimburgo  | 32-12 |
| 28-9-2012  | Blues - Ulster       | 19-48 |
| 28-9-2012  | Warriors - Zebre     | 22-19 |
| 28-9-2012  | Connacht - Leinster  | 34-6  |
| 29-9-2012  | Ospreys - Munster    | 30-15 |
| 29-9-2012  | Benetton - Scarlets  | 22-20 |
|            |                      |       |
|            | 8ª giornata          |       |
| 2-11-2012  | Blues - Munster      | 18-24 |
| 2-11-2012  | Warriors - Dragons   | 37-6  |
| 2-11-2012  | Ulster - Edimburgo   | 45-20 |
| 3-11-2012  | Connacht - Benetton  | 18-3  |
| 3-11-2012  | Scarlets - Zebre     | 22-13 |
| 4-11-2012  | Ospreys - Leinster   | 19-10 |
|            |                      |       |
|            | 11ª giornata         |       |
| 22-12-2012 | Connacht - Munster   | 12-16 |
| 21-12-2012 | Warriors - Edimburgo | 23-14 |
| 31-12-2012 | Dragons - Ospreys    | 3-14  |
| 21-12-2012 | Scarlets - Blues     | 6-9   |
| 21-12-2012 | Ulster - Leinster    | 27-19 |
| 22-12-2012 | Zebre - Benetton     | 3-10  |
|            |                      |       |
|            | 14ª giornata         |       |
| 8-2-2013   | Blues - Leinster     | 11-26 |
| 8-2-2013   | Ulster - Ospreys     | 12-16 |
| 8-2-2013   | Dragons - Benetton   | 23-14 |
| 8-2-2013   | Scarlets - Connacht  | 25-15 |
| 9-2-2013   | Munster - Edimburgo  | 30-3  |
| 10-2-2013  | Zebre - Warriors     | 20-36 |
|            |                      |       |
|            | 17ª giornata         |       |
| 1-3-2013   | Connacht - Zebre     | 23-19 |
| 1-3-2013   | Warriors - Blues     | 29-13 |
| 1-3-2013   | Ulster - Benetton    | 29-29 |
| 1-3-2013   | Dragons - Leinster   | 19-26 |
| 1-3-2013   | Scarlets - Edimburgo | 14-13 |
| 2-3-2013   | Munster - Ospreys    | 13-13 |
|            |                      |       |
|            | 20ª giornata         |       |
| 12-4-2013  | Edimburgo - Connacht | 24-32 |
| 12-4-2013  | Scarlets - Warriors  | 29-6  |
| 12-4-2013  | Ulster - Dragons     | 31-5  |
| 13-4-2013  | Blues - Zebre        | 28-13 |
| 13-4-2013  | Munster - Leinster   | 16-22 |
| 13-4-2013  | Ospreys - Benetton   | 28-3  |

|            | 3ª giornata          |       |
| ---------- | -------------------- | ----- |
| 14-9-2012  | Ospreys - Warriors   | 10-28 |
| 14-9-2012  | Ulster - Munster     | 20-19 |
| 14-9-2012  | Edimburgo - Zebre    | 41-10 |
| 15-9-2012  | Connacht - Scarlets  | 11-24 |
| 15-9-2012  | Benetton - Leinster  | 18-19 |
| 15-9-2012  | Dragons - Blues      | 5-16  |
|            |                      |       |
|            | 6ª giornata          |       |
| 5-10-2012  | Zebre - Ospreys      | 16-34 |
| 5-10-2012  | Scarlets - Dragons   | 24-13 |
| 5-10-2012  | Ulster - Connacht    | 25-0  |
| 5-10-2012  | Edimburgo - Benetton | 22-27 |
| 6-10-2012  | Blues - Warriors     | 3-18  |
| 6-10-2012  | Leinster - Munster   | 30-21 |
|            |                      |       |
|            | 9ª giornata          |       |
| 23-11-2012 | Benetton - Ulster    | 15-16 |
| 23-11-2012 | Edimburgo - Ospreys  | 23-13 |
| 23-11-2012 | Warriors - Leinster  | 0-6   |
| 23-11-2012 | Dragons - Connacht   | 14-3  |
| 25-11-2012 | Munster - Scarlets   | 6-13  |
| 25-11-2012 | Zebre - Blues        | 7-14  |
|            |                      |       |
|            | 12ª giornata         |       |
| 29-12-2012 | Benetton - Zebre     | 26-18 |
| 26-12-2012 | Blues - Dragons      | 12-10 |
| 29-12-2012 | Edimburgo - Warriors | 17-21 |
| 29-12-2012 | Leinster - Connacht  | 17-0  |
| 29-12-2012 | Munster - Ulster     | 24-10 |
| 26-12-2012 | Ospreys - Scarlets   | 32-3  |
|            |                      |       |
|            | 15ª giornata         |       |
| 15-2-2013  | Connacht - Ospreys   | 22-10 |
| 15-2-2013  | Edimburgo - Blues    | 16-17 |
| 15-2-2013  | Ulster - Zebre       | 26-3  |
| 15-2-2013  | Dragons - Warriors   | 3-60  |
| 16-2-2013  | Scarlets - Munster   | 18-10 |
| 16-2-2013  | Leinster - Benetton  | 40-5  |
|            |                      |       |
|            | 18ª giornata         |       |
| 22-3-2013  | Ospreys - Dragons    | 52-19 |
| 22-3-2013  | Edimburgo - Ulster   | 14-8  |
| 22-3-2013  | Zebre - Scarlets     | 10-24 |
| 23-3-2013  | Munster - Connacht   | 22-0  |
| 23-3-2013  | Benetton - Blues     | 26-17 |
| 23-3-2013  | Leinster - Warriors  | 22-17 |
|            |                      |       |
|            | 21ª giornata         |       |
| 19-4-2013  | Benetton - Edimburgo | 30-10 |
| 19-4-2013  | Dragons - Munster    | 30-24 |
| 19-4-2013  | Connacht - Ulster    | 18-34 |
| 19-4-2013  | Warriors - Ospreys   | 35-17 |
| 20-4-2013  | Scarlets - Blues     | 24-6  |
| 21-4-2013  | Zebre - Leinster     | 22-41 |

### Classifica
| Pos | Squadra          | G  | V  | N | P  | PF  | PS  | DP   | BMP | Pt |
| --- | ---------------- | -- | -- | - | -- | --- | --- | ---- | --- | -- |
| 1   | Ulster           | 22 | 17 | 1 | 4  | 577 | 348 | +229 | 11  | 81 |
| 2   | Leinster         | 22 | 17 | 0 | 5  | 585 | 386 | +199 | 10  | 78 |
| 3   | Glasgow Warriors | 22 | 16 | 0 | 6  | 541 | 324 | +217 | 12  | 76 |
| 4   | Scarlets         | 22 | 15 | 0 | 7  | 436 | 406 | +30  | 6   | 66 |
| 5   | Ospreys          | 22 | 14 | 1 | 7  | 471 | 342 | +129 | 4   | 62 |
| 6   | Munster          | 22 | 11 | 1 | 10 | 442 | 389 | +53  | 8   | 54 |
| 7   | Benetton         | 22 | 10 | 2 | 10 | 414 | 450 | −36  | 6   | 50 |
| 8   | Connacht         | 22 | 8  | 1 | 13 | 358 | 422 | −64  | 4   | 38 |
| 9   | Cardiff Rugby    | 22 | 8  | 0 | 14 | 348 | 487 | −139 | 6   | 38 |
| 10  | Edimburgo        | 22 | 7  | 0 | 15 | 399 | 504 | −105 | 8   | 36 |
| 11  | Newport G.D.     | 22 | 6  | 0 | 16 | 358 | 589 | −231 | 4   | 28 |
| 12  | Zebre            | 22 | 0  | 0 | 22 | 291 | 573 | −282 | 10  | 10 |

## Play-off
|  | Semifinali | Semifinali       | Semifinali |          |        | Finale | Finale | Finale |  |
|  |            |                  |            |          |        |        |        |        |  |
|  | 1          | Ulster           | 28         |          |        |        |        |        |  |
|  | 1          | Ulster           | 28         |          |        |        |        |        |  |
|  | 4          | Scarlets         | 17         |          |        |        |        |        |  |
|  | 4          | Scarlets         | 17         |          | Ulster | Ulster | 18     |        |  |
|  |            |                  |            |          | Ulster | Ulster | 18     |        |  |
|  |            |                  | Leinster   | Leinster | 24     |        |        |        |  |
|  | 2          | Leinster         | Leinster   | Leinster | 24     | 17     |        |        |  |
|  | 2          | Leinster         |            |          |        |        |        |        |  |
|  | 3          | Glasgow Warriors | 15         |          |        |        |        |        |  |

### Semifinali
| Arbitro: | Alain Rolland |

|                              |      |                       |
| Bowe 25’ Diack 34’ Court 43’ | mt   | 61’ Davies 79’ Timani |
| R. Pienaar 25’, 43’          | tr   | 61’, 79’ O. Williams  |
| R. Pienaar 7’, 40’, 63’      | c.p. | 5’ O. Williams        |

| Arbitro: | Pascal Gaüzère |

|                           |      |                          |
| Heaslip 27’               | mt   | 15’ Matawalu 75’ Bennett |
|                           | tr   | 15’ Hogg                 |
| Sexton 12’, 32’, 63’, 70’ | c.p. | 25’ Hogg                 |

### Finale
| Arbitro: | John Lacey |

|                                         |      |                          |
|                                         | mt   | 3’ Jennings 63’ Heaslip  |
|                                         | tr   | 3’ Sexton                |
| R. Pienaar 24’, 36’, 47’, 51’, 56’, 69’ | c.p. | 8’, 34’, 40’, 45’ Sexton |

## Verdetti
- Leinster: Campione della Celtic League.
- tutte tranne Newport G.D.: qualificate alla Heineken Cup 2013-14.
- Newport G.D.: qualificata alla Challenge Cup 2013-14.